# Melone (Odontoceti)
Il melone (dal latino melum / malum "melo" a sua volta dal greco μελόν melόn che significa "pomo, frutto") è un organo di forma ovale formato da tessuto adiposo che si trova al centro della fronte della maggior parte degli Odontoceti. È situato tra lo sfiatatoio e la fine della testa.

Melone di un delfino (in blu)

## Origine
L'origine del melone dei cetacei si può far risalire al primo cetaceo capace di utilizzare l'ecolocalizzazione, il Cotylocara macei, un delfino primitivo scoperto nel 2014 e risalente a 28 milioni di anni fa.

## Funzione
La sua funzione non è ancora ben chiara, ma gli scienziati credono che svolga un ruolo importante nel concentrare i suoni usati nell'ecolocalizzazione. Alcuni scienziati credono anche che il melone abbia un ruolo nelle immersioni profonde e nella galleggiabilità. La sua taglia, infatti, tende a crescere in quegli Odontoceti che effettuano immersioni a grandi profondità.

## Nel capodoglio

Melone e spermaceti nel capodoglio.

Melone e spermaceti nel cogia di De Blainville.

Il melone del capodoglio contiene un olio con una composizione chimica molto diversa da quella degli altri ed ha una dimensione ragguardevole, questa struttura nel capodoglio è tradizionalmente chiamata "the junk" (spazzatura), in quanto i balenieri non la utilizzano come una fonte utile per produrre l'olio di spermaceti, infatti esso contiene compartimenti di spermaceti separati da pareti di cartilagine.